# Marka niemiecka
Marka niemiecka (niem. Deutsche Mark) – jednostka monetarna w Niemczech od 1871 roku. 1 marka dzieliła się na 100 fenigów. Zastąpiona przez euro 1 stycznia 2002 (po kursie 1,95583 marki za 1 euro). Od wprowadzenia nowej waluty marka jest wymienialna na euro bezterminowo i nieodpłatnie w Bundesbanku i jego oddziałach.

## Historia
Do zjednoczenia Niemiec (w 1871) w poszczególnych księstwach i wolnych miastach w obiegu były różne waluty, najczęściej oparte na systemie talarowym. Pierwsza marka, tzw. złota marka, została wprowadzona reformą z roku 1871, w związku ze zjednoczeniem państwa niemieckiego. Stopniowo wprowadzono jednolite dla całej Rzeszy monety:
- 1 fenig (miedź 1873–1916; aluminium 1916–1918)
- 2 fenigi (miedź 1873–1877 i 1904–1916)
- 5 fenigów (miedzionikiel 1874–1915; stal 1915–1922)
- 10 fenigów (miedzionikiel 1873–1916; stal 1916–1922; cynk 1917–1922)
- 20 fenigów (srebro 1873–1877; miedzionikiel 1887–1892)
- 25 fenigów (miedzionikiel 1909–1912)
- 50 fenigów (srebro 1875–1919 – od 1905 nominał jako „1/2 Mark”)
- 1 marka (srebro 1873–1916).

W poszczególnych regionach emitowano monety wyższych nominałów, przedstawiające lokalnych władców (lub herby w przypadku wolnych miast). Były to srebrne 2, 3, 5 oraz złote 5, 10 i 20 marek. Dawne monety o nominałach 1 talara i 2 talarów były w obiegu aż do 1908 jako odpowiedniki 3 i 6 marek. Emitowano także banknoty o nominałach 1, 2, 5, 10, 20, 50, 100 i 1000 marek.
Ze względu na zawieszenie parytetu złota dla marki w 1914 oraz późniejszą hiperinflację (1919–1923), markę z tego okresu nazywa się papierową marką (Papiermark). W obiegu był także pieniądz zastępczy.
Po ustanowieniu republiki w 1918 wydano następujące monety (o nowych wzorach) w walucie markowej:
- 50 fenigów (aluminium 1919–1922)
- 3 marki (aluminium 1922–1923)
- 200 marek (aluminium 1923)
- 500 marek (aluminium 1923)

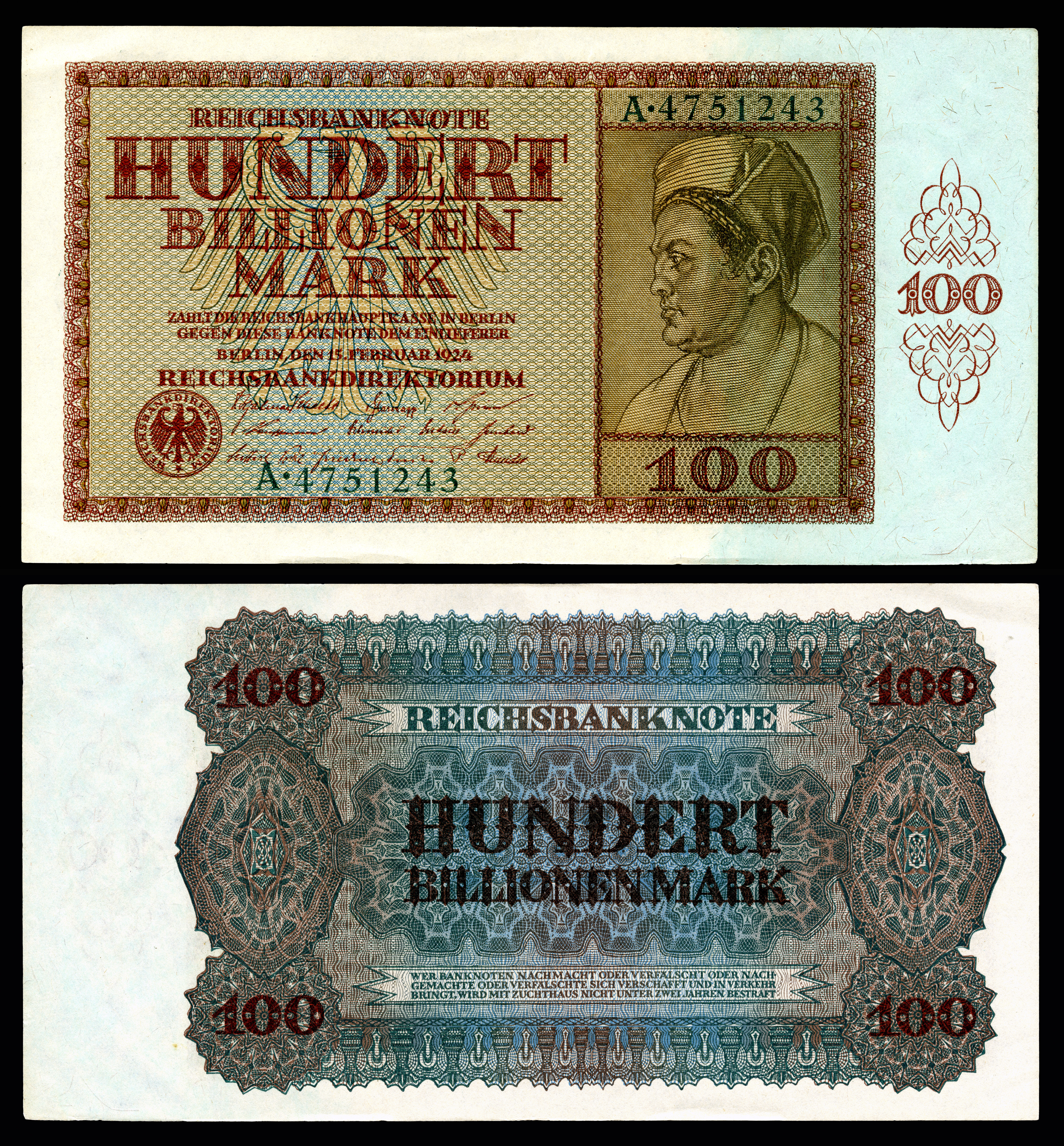
Banknot 100 bilionów marek, wyemitowany 15 lutego 1924

W związku z rosnącą inflacją, w latach 1922–1924 wydawano głównie banknoty. Emitowano nowe wzory nawet kilka razy w miesiącu, o coraz to wyższych nominałach. Druk banknotów inflacyjnych prowadziły drukarnia państwowa (Reichsdruckerei) oraz prywatne firmy – stwierdzić można to po różnych oznaczeniach serii banknotów. W 1922 wydano jeszcze papierowe 1 i 2 marki, a na początku 1924 bardzo rzadki dziś banknot 100 bilionów marek.
W listopadzie 1923 przeprowadzono reformę walutową – dawną markę zastąpiono marką rentową (Rentenmark, RM), z przelicznikiem 1 RM = 1 bilion marek. Po roku (październik 1924) wprowadzono markę Rzeszy (Reichsmark), z przelicznikiem 1:1. Ostatnie marki rentowe wydano w 1937. Mimo to, już po wymianie, wydane zostały monety opiewające na marki (a nie rentenmarki):
- 1 marka (srebro 1924–1925)
- 3 marki (srebro 1924–1925)

Reichsmarki przestano emitować w 1948 r.

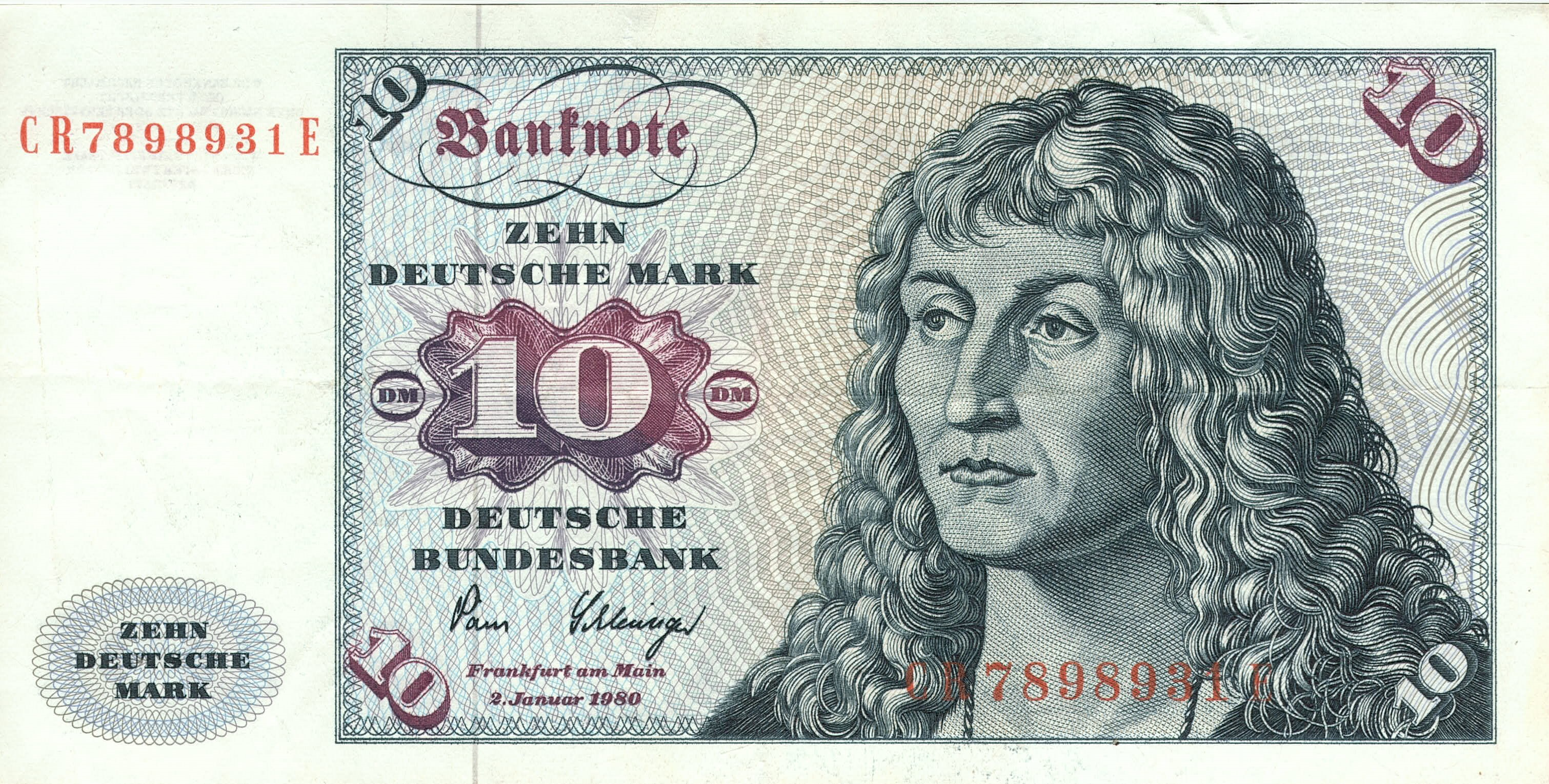
10 marek niemieckich emisji roku 1961

### Reforma walutowa
W Niemczech Zachodnich (RFN) wprowadzono markę niemiecką (Deutsche Mark, DM), z przelicznikiem:
- zasoby pieniężne: do 60 RM – 1:1, reszta: 100 RM = 6,5 DM (1 RM = 0,065 DM)
- ceny, wynagrodzenia, emerytury, renty, czynsze – 1:1
- kapitał produkcyjny: majątek rzeczowy i akcje – 1:1

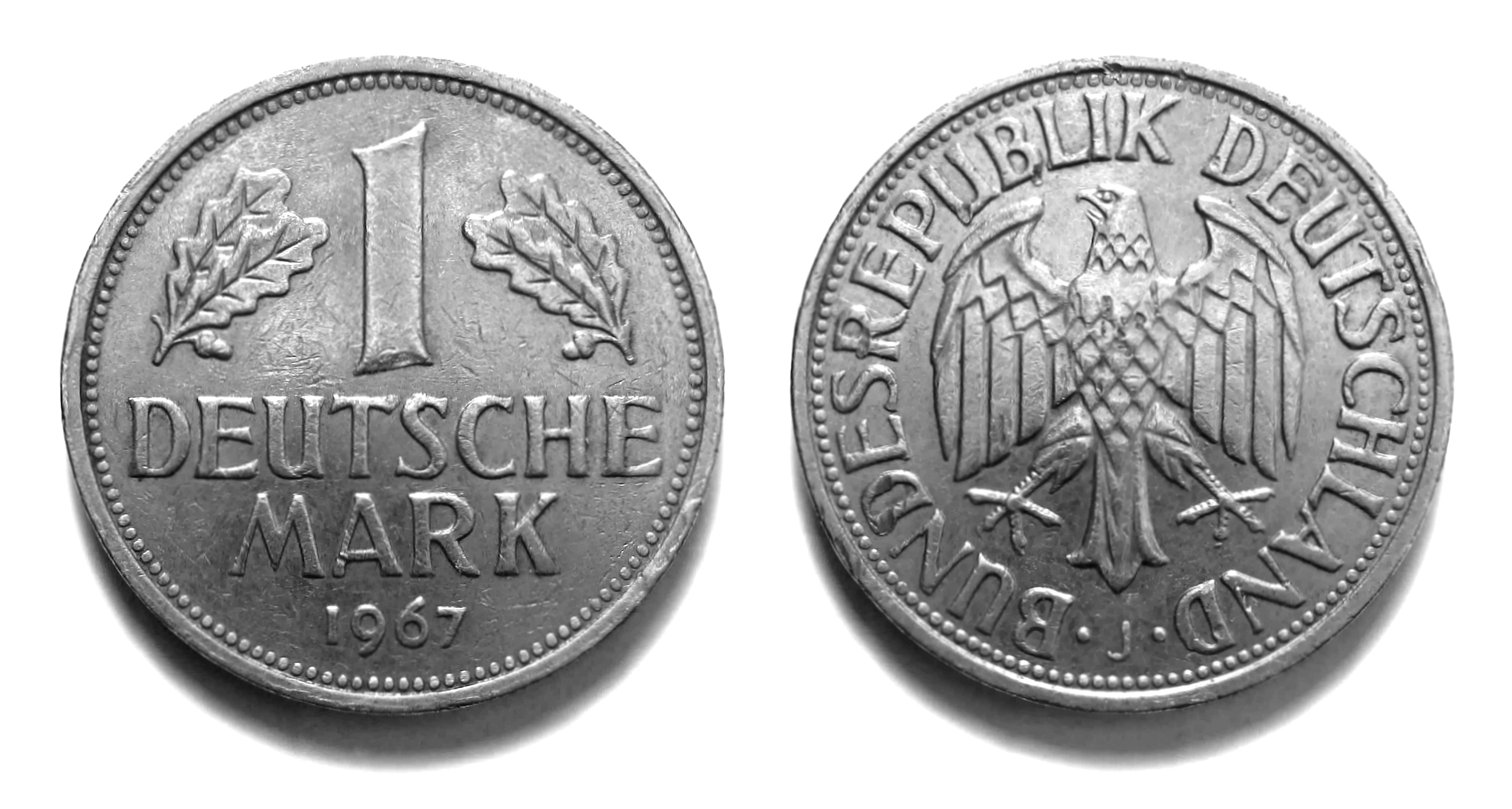
1 marka niemiecka (DM) z 1967 r

Emitowano obiegowe monety o nominałach:
- 1 fenig („BDL” 1948–1949, „BRD” od 1950)
- 2 fenigi (od 1950)
- 5 fenigów („BDL” 1949, „BRD” od 1950)
- 10 fenigów („BDL” 1949, „BRD” od 1950)
- 50 fenigów („BDL” 1949–1950, „BRD” od 1950)
- 1 DM (od 1950)
- 2 DM (1951 i od 1957)
- 5 DM (srebro 1951–1974, miedzionikiel od 1975)

Początkowo na monetach 1, 5, 10 i 50 fenigów widniał napis „Bank Deutscher Länder” („BDL”), który następnie zmieniono na „Bundesrepublik Deutschland” („BRD”).

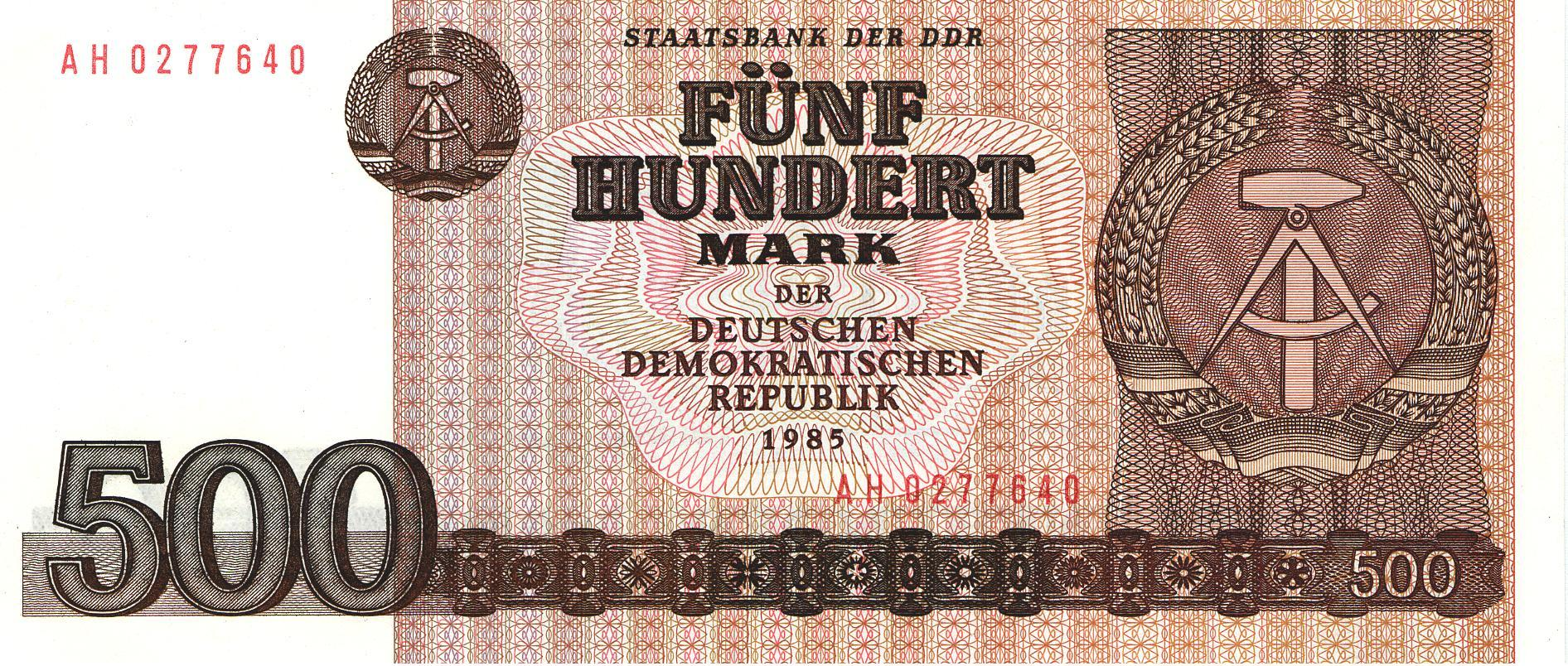
Marka NRD

Emitowano także okolicznościowe monety 5 i 10 DM.
W Niemczech Wschodnich (NRD) przyjęto także walutę markową (tzw. marka wschodnia). Wydawano obiegowe monety następujących nominałów:
- 1 fenig (aluminium 1948–1990)
- 5 fenigów (aluminium 1948–1990)
- 10 fenigów (aluminium 1948–1989)
- 20 fenigów (mosiądz 1969–1989)
- 50 fenigów (aluminium-brąz 1949–1950, aluminium 1958–1989)
- 1 marka (aluminium 1956–1989 – w latach 1956–1963 nominał jako „Deutsche Mark”)
- 2 marki (aluminium 1957–1989 – w roku 1957 nominał jako „Deutsche Mark”)

### Ponowne zjednoczenie Niemiec

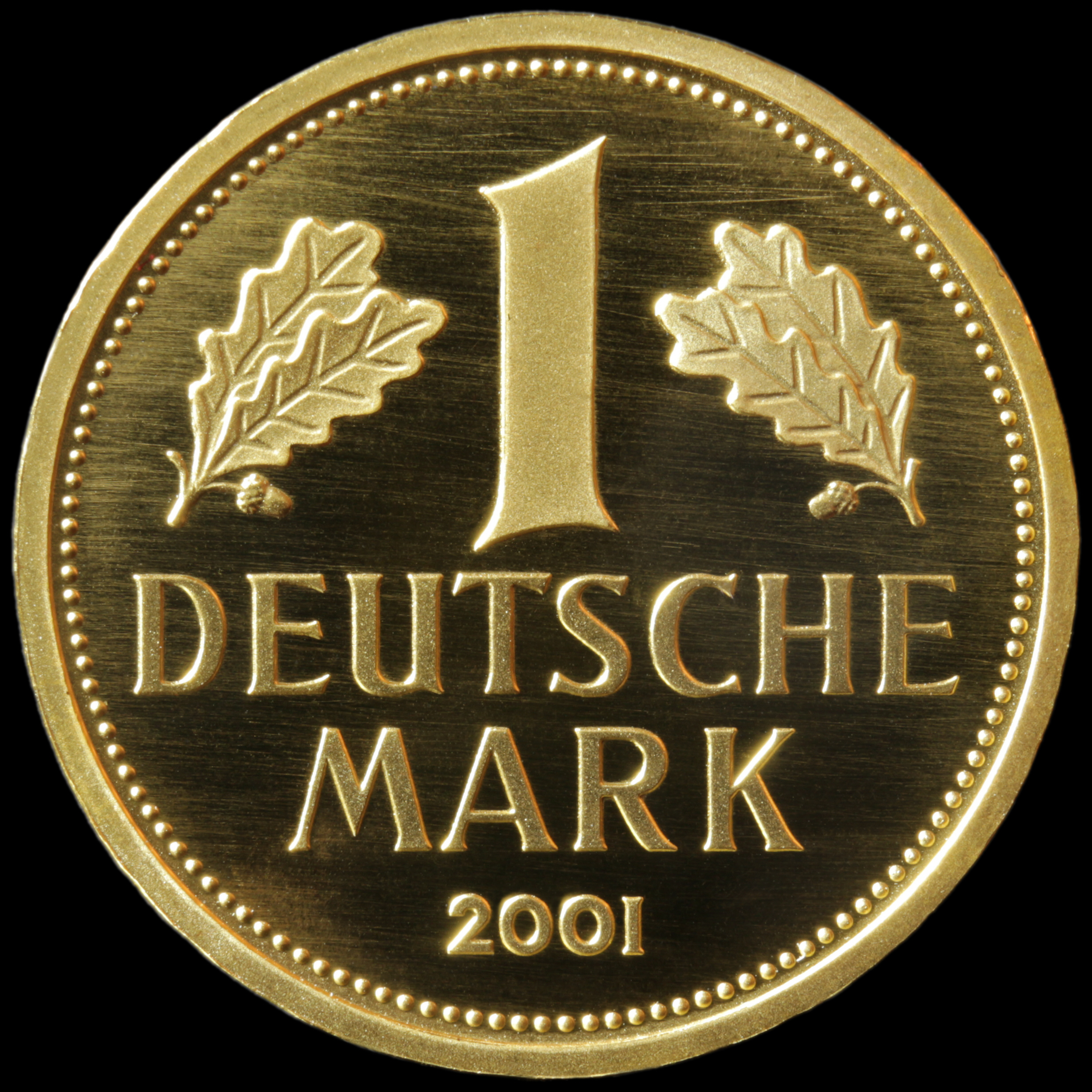
Złota moneta jednomarkowa 2001

Jeszcze przed zjednoczeniem Niemiec, 1 lipca 1990 r. na terenie NRD markę wschodnioniemiecką (wschodnią) zastąpiła „zachodnia” marka niemiecka, z przelicznikiem:
- płace, wynagrodzenia, stypendia, renty, emerytury, ceny[10] oraz czynsze najmu i dzierżawy – 1:1
- jednorazowa wypłata gotówkowa osoby fizycznej do 2000 marek – 1:1
- pozostałe należności – 2:1[10], z wyjątkiem oszczędnościowych wkładów bankowych w wysokości:
  - do 2000 marek dla dzieci poniżej 14 lat (urodzeni po 1 lipca 1976) – 1:1
  - do 4000 marek dla osób 14–58 letnich (urodzeni między 2 lipca 1931 a 1 lipca 1976) – 1:1
  - do 6000 marek dla osób 59+ (urodzeni przed 2 lipca 1931) – 1:1

Od 1989 roku w Niemczech występowały banknoty: 5 DM (Bettina von Arnim), 10 DM (Carl Friedrich Gauss), 20 DM (Annette von Droste-Hülshoff), 50 DM (Balthasar Neumann), 100 DM (Clara Schumann), 200 DM (Paul Ehrlich), 500 DM (Maria Sibylla Merian) i 1000 DM (bracia Grimm); przy czym rzadko występowały w normalnym obiegu 5 DM i 1000 DM.
| Nominał | Seria 1989 | Seria 1989 | Wymiary (mm) | Motyw                                  | Motyw                                  |
| Nominał | Awers      | Rewers     | Wymiary (mm) | Awers                                  | Rewers                                 |
| ------- | ---------- | ---------- | ------------ | -------------------------------------- | -------------------------------------- |
| 5 DM    |            |            | 122×62       | Bettina von Arnim, Berlin              | Brama Brandenburska                    |
| 10 DM   |            |            | 130×65       | Carl Friedrich Gauss, Getynga          | Sekstant                               |
| 20 DM   |            |            | 138×68       | Annette von Droste-Hülshoff, Meersburg | Buk zwyczajny Gęsie pióro              |
| 50 DM   |            |            | 146×71       | Balthasar Neumann, Würzburg            | Rezydencja w Würzburgu                 |
| 100 DM  |            |            | 154×74       | Clara Schumann, Lipsk                  | Fortepian                              |
| 200 DM  |            |            | 162×77       | Paul Ehrlich, Frankfurt nad Menem      | Mikroskop                              |
| 500 DM  |            |            | 170×80       | Maria Sibylla Merian, Norymberga       | Mniszek Miernikowcowate Motyle dzienne |
| 1000 DM |            |            | 178×83       | Bracia Grimm, Kassel                   | Alte Bibliothek                        |